# Feldbischof
Feldbischof (tudi Feldprobst; dobesedno nemško Poljski škof/Poljski prošt) je bil generalski čin za vojaške kaplane Wehrmachta. V častniški hierarhiji je ustrezal činu generalmajorja. Nadrejen je bil činu Wermachtsdekana.
Znotraj Wehrmachta sta bila dva škofa (en protestantski in en rimokatoliški), ki sta nadzirala vse vojaške kaplane svoje veroizpovedi:
- protestantski: Franz Dohrmann (1881-1969) in
- rimokatoliški: Franz Justus Rarkowski (1873-1960).

## Oznaka čina
Vojaški kaplani so nosili škrlatno Waffenfarbe na pokrivalih in na naovratnih oznakah; slednja je bila sestavljena iz srebrnega hrastovega venca, v katerem se je nahajal križ. Okoli vratu so nosili tudi večji srebrni križ (protestanti) oz. razpelo (križ s podano križanega Jezusa Kristusa; rimokatoličani). Oznaka križa se je nahajala tudi na njihovih pokrivalih.
Na bojišču so nekateri vojaški kaplani nosili tudi standardni rokavni trak Rdečega križa, ki pa je imel vijolično obrobo.